# Bestum

Bestum är ett bostadsområde i stadsdelen Ullern i Oslo. Det gränsar till Bestumkilen i syd, Vækerø i sydväst (vid fjorden), Sollerud i väster, Ullern i nordväst och norr, Abbediengen i nordöst, och Skøyen i öster och sydöst (här vid Skøyens underområde Sjølyst).
Före utbyggnaden till bostadsområde var Bestum jordbruksmark. Namnet Bestum (också Bestun) härstammar från mitten av nordisk medeltid och är känt från så tidigt som 1200-talet.
Egennamnet Furulund finns också i området; detta är bland annat namnet på en väg och en spårvagnshållplats på Lilleakersbanan. Här byggdes också bunkern Festung Furulund, som under andra världskriget var tillhåll för polischef Heinrich Fehlis. Tidigare var också Bestum en hållplats på Lilleakersbanan, men den lades ner.
Området består av villor, har mycket grönt och är relativt dyrt. Bestum Vel stiftades 1892 och är bland Norges äldsta grannföreningar.